# 塔吉克苏维埃社会主义自治共和国
塔吉克苏维埃社会主义自治共和国（俄语：Таджикская Автономная Социалистическая Советская Республика）是苏联乌兹别克共和国下的一个自治共和国。作为今日塔吉克斯坦的前身短暂存在了五年。苏联根据1924年相关政策，将原有的突厥斯坦、花剌子模和布哈拉三个共和国按照民族区域划分为五个新国家。塔吉克自治共和国自那时成立，归属于同时成立的乌兹别克共和国管辖。1929年，在一些领导人的倡议下，塔吉克自治共和国将索格特并入，并脱离乌兹别克升格为塔吉克苏维埃社会主义共和国。首都杜尚别也更名为“斯大林纳巴德”以纪念斯大林。